# Sveriges vagnverkstäders förening
Sveriges vagnverkstäders förening, också känt som Vagnkartellen och Vagnringen, var en svensk kartellbildning vilken organiserades som en formell sammanslutning av sex svenska leverantörer av järnvägsvagnar och som verkade mellan 1934 och 1954. Vagnkartellens medlemmar hade under perioden i praktiken monopol på tillverkning av järnvägsvagnar på den svenska marknaden med undantag av konkurrens från utländska aktörer.

## Historik
Vagnkartellen bildades den 20 mars 1934 genom ett avtal mellan sex olika firmor med det uttalade syftet att tillvarata gemensamma intressen och att skapa en, för leverantörerna, skälig prissättning. Avtalet hade en löptid på fem år och förlängdes därefter vid olika tillfällen för ytterligare perioder.
Kalmar Verkstad utträdde ur vagnkartellen efter att bolaget förstatligades 1938 och Svenska Maskinverken lämnade sammanslutningen 1942 sedan man tvingats nedlägga sin vagnstillverkning till följd av en svår brand.
De kvarstående fyra bolagen fortsatte sitt samarbete djup intill 1948 då överenskommelsen ersattes av ett särskilt avtal mellan ASJ och Kockums som uteslöt de mindre aktörerna. Vagnkartellen mellan ASJ och Kockums avslutades i juni 1954.

## Organisation och förfaranden
Vagnföreningen leddes av en ordförande och vice ordförande vilka biträddes av en ombudsman för administrativa göromål. Som säkerhet för efterlevnad av avtalet deponerade de olika bolagen en skuldsedel i ett kassafack hos Skandinaviska kreditaktiebolaget.
Avtalet mellan bolagen omfattade i stort alla nyleveranser av vagnar (utom motorvagnar och släp) till såväl SJ som EJ och revision av vagnar för SJ:s räkning. Avtalet reglerade vilken andel av det totala ordervärdet för alla beställningar som skulle tillfalla respektive bolag. I praktiken hanterades anbudsförfaranden för olika beställningar genom att de olika bolagen var för sig föreslog ett anbudspris som lämnades in till föreningens ombudsman. Föreningens ordförande och vice ordförande beslutade sedan om vilket bolag som skulle få beställningen och lämnade instruktioner till vagnkartellens medlemmar för hur dessas anbud till beställaren skulle utformas. Den firma som fick beställningen skulle då gå in med ett anbud som motsvarade det lägsta föreslagna priset oavsett om förslaget kommit från den egna firman eller någon annan.
Till skillnad från senare karteller verkade vagnkartellen inte i hemlighet. Vid en ändring av konkurrenslagstiftningen 1946 kom kartellens legalitet att bli föremål för diskussion. I överläggningar mellan vagnkartellen och Sveriges Industriförbund bedömdes dock att kartellens verksamhet var förenlig med dåvarande lagstiftning med hänsyn till att den firma som tilldelades beställningen var skyldig att offerera det lägsta av de priser som föreslagits i vagnkartellens egna beredning.

## Medlemmar
| Företag                      | Medlemstid | Andel   |
| ---------------------------- | ---------- | ------- |
| Svenska Järnvägsverkstäderna | 1934–1954  | 43,30 % |
| Kockums Mekaniska Verkstad   | 1934–1954  | 22,70 % |
| Kalmar verkstad              | 1934–1938  | 10,25 % |
| Svenska Maskinverken         | 1934–1942  | 10,05 % |
| Landsverk                    | 1934–1948  | 6,90 %  |
| Hässleholms Verkstäder       | 1934–1948  | 4,80 %  |

Med andel avses i tabellen ovan den andel av det totala antalet leverenser som skulle tillfalla respektive bolag enligt det ursprungliga avtalet vid vagnkartellens bildande.